# شهرستان جنتری (میزوری)
شهرستان جنتری، میزوری (به انگلیسی: Gentry County, Missouri) یک سکونتگاه مسکونی در ایالات متحده آمریکا است که در میزوری واقع شده‌است.